# Chapelle Saint-Étienne d'Hérisson
Pour les articles homonymes, voir Chapelle Saint-Étienne.
La chapelle Saint-Étienne est une chapelle située sur la commune d'Hérisson, dans le département de l'Allier, en France.

## Historique
Église édifiée en 1548, selon l'indication d'une plaque votive, dans un style encore gothique flamboyant. L'église servait d'arrêt aux processions se rendant de Hérisson à Châteloy, d'où son appellation de « Mie-Voie ». À la Révolution, l'édifice est vendu comme bien national à la famille Luylier du Plaix, et sert de lieu de sépulture à cette famille de la région. 
De plan rectangulaire, l'église ouvre sur l'extérieur par deux portes, celle de l'ouest étant embellie par une mouluration gothique avec un arc en accolade comportant le blason du fondateur et deux pinacles sur le côté. Cette porte est surmontée d'une niche en plein cintre sans statue. A l'intérieur, la voûte de la nef unique, en berceau brisé, est composée de lattes de bois, ornée de blasons. Les murs nord et sud sont ornés de peintures représentant les douze apôtres. 
Cette chapelle est l'un des rares édifices religieux entièrement édifiés au XVIe siècle, que conserve le Bourbonnais.
L'édifice est classé au titre des monuments historiques en 1986.